# Catalina Sandino Moreno
Catalina Sandino Moreno (Bogotà, 19 aprile 1981) è un'attrice colombiana.
Ha ricevuto l’attenzione internazionale per la sua interpretazione nel film Maria Full of Grace (2004), per la quale si è aggiudicata l’Orso d'argento per la migliore attrice al Festival di Berlino e l’Independent Spirit Award per la miglior attrice protagonista, venendo candidata allo Screen Actors Guild Award, al Critics Choice Award e al Premio Oscar nella sezione migliore attrice protagonista.

## Biografia
Nasce a Bogotà il 19 aprile del 1981, figlia di un veterinario e di una patologa.
Dopo essere stata rifiutata per diversi ruoli in telenovelas nel suo Paese, esordisce nel 2004 con un ruolo da protagonista nel film Maria Full of Grace di Joshua Marston, grazie al quale consegue l'Orso d'argento per la migliore attrice, ex aequo con Charlize Theron, al Festival di Berlino e una nomination all'Oscar come miglior attrice l'anno successivo.
Nel 2006 recita nel film di Richard Linklater Fast Food Nation, basato sull'omonimo e controverso best seller di Eric Schlosser, ove impersona un'immigrata messicana sottopagata e, nello stesso anno, è protagonista, nella parte di una baby-sitter sudamericana immigrata a Parigi, del segmento Loin du 16ème, scritto e diretto da Walter Salles e Daniela Thomas, del film collettivo Paris, je t'aime.
Nel 2007 è invece co-protagonista, al fianco di Mark Webber, ne L'amore giovane diretto dall'attore Ethan Hawke. Sempre nel 2007, prende parte all'omonima trasposizione cinematografica del romanzo L'amore ai tempi del colera di Gabriel García Márquez.
Nel 2008 veste i panni di Aleida March, rivoluzionaria cubana e seconda moglie di Che Guevara, nel dittico sul celeberrimo guerrigliero diretto da Steven Soderbergh Che - L'argentino e Che - Guerriglia.

## Vita privata
Nel 2006 si è sposata con David Elwell, un tecnico delle luci statunitense, con una piccola cerimonia a Cartagena de Indias.
Nel 2009 ha dato alla luce il suo primogenito a New York.

## Filmografia

### Cinema
- Maria Full of Grace, regia di Joshua Marston (2004)
- Journey to the End of the Night, regia di Eric Eason (2006)
- Paris, je t'aime, segmento Loin du 16èmere, regia di Walter Salles e Daniela Thomas (2006)
- Fast Food Nation, regia di Richard Linklater (2006)
- L'amore giovane, regia di Ethan Hawke (2006)
- El Corazón de la Tierra, regia di Antonio Cuadri (2007)
- L'amore ai tempi del colera (Love in the Time of Cholera), regia di Mike Newell (2007)
- Che - L'argentino, regia di Steven Soderbergh (2008)
- Che - Guerriglia, regia di Steven Soderbergh (2008)
- The Twilight Saga: Eclipse, regia di David Slade (2010)
- La siguiente estacion, regia di Nicolás Sandino Moreno (2010)[3]
- Cristiada, regia di Dean Wright (2012)
- Magic Magic, regia di Sebastián Silva (2013)
- Roa, regia di Andrés Baiz (2013)
- A Stranger in Paradise, regia di Corrado Boccia (2013)
- Medeas, regia di Andrea Pallaoro (2013)
- Oltre il male (At the Devil's Door), regia di Nicholas McCarty (2014)
- Vendetta e redenzione (Swelter), regia di Keith Parmer (2014)
- 1981: Indagine a New York (A Most Violent Year), regia di J. C. Chandor (2014)
- Incarnate - Non potrai nasconderti (Incarnate), regia di Brad Peyton (2016)
- Barbarians, regia di Paul Village (2021)
- Silent Night - Il silenzio della vendetta (Silent Night), regia di John Woo (2023)
- Ballerina, regia di Len Wiseman (2025)

### Televisione
- Estacion – miniserie TV, prima e seconda parte (2010)
- The Bridge – serie TV, 17 episodi (2013)
- The Affair - Una relazione pericolosa (The Affair) - serie TV, 16 episodi (2015-2019)
- American Gothic - serie TV, 6 episodi (2016)
- From - serie TV (2022)

## Doppiatrici italiane
Nelle versioni in italiano delle opere in cui ha recitato, Catalina Sandino Moreno è stata doppiata da:
- Eva Padoan in The Affair - Una relazione pericolosa, Room 104, From
- Domitilla D'Amico in Che - L'argentino, Ballerina
- Selvaggia Quattrini in Maria Full of Grace
- Francesca Manicone in Fast Food Nation
- Myriam Catania in L'amore giovane
- Ilaria Stagni in L'amore ai tempi del colera
- Sara Ferranti in The Twilight Saga: Eclipse
- Perla Liberatori in Cristiada
- Daniela D'Angelo in The Bridge
- Letizia Scifoni in Incarnate - Non potrai nasconderti
- Alessandra Bellini in American Gothic
- Melissa Maccari in Silent Night - Il silenzio della vendetta

## Riconoscimenti
- 2004
  - Festival internazionale del cinema di Berlino – Orso d'argento per la migliore attrice per Maria Full of Grace
  - Chicago Film Critics Association Awards – Miglior performance rivelazione per Maria Full of Grace
  - Gotham Independent Film Awards – Attrice rivelazione per Maria Full of Grace
  - Los Angeles Film Critics Association Awards – New Generation Award per Maria Full of Grace
  - Seattle International Film Festival – Golden Space Needle Award per la migliore attrice per Maria Full of Grace
  - Cartagena Film Festival – Colombian Cinema Award per la migliore attrice per Maria Full of Grace
  - Golden Schmoes Awards – Candidatura per la miglior performance rivelazione dell'anno per Maria Full of Grace
  - Seattle Film Critics Awards – Candidatura per la migliore attrice per Maria Full of Grace
  - Women Film Critics Circle Awards – Migliore immagine femminile in un film per Maria Full of Grace

- 2005
  - Premio Oscar – Candidatura per la miglior attrice protagonista per Maria Full of Grace
  - Broadcast Film Critics Association Awards – Candidatura al Critics' Choice Award alla miglior attrice per Maria Full of Grace
  - Independent Spirit Awards – Miglior attrice protagonista per Maria Full of Grace
  - Satellite Awards – Candidatura per la miglior attrice in un film drammatico per Maria Full of Grace
  - Screen Actors Guild Awards – Candidatura per la migliore attrice cinematografica per Maria Full of Grace
  - Central Ohio Film Critics Association – Candidatura per la miglior performance rivelazione per Maria Full of Grace
  - Dallas-Fort Worth Film Critics Association Awards – Candidatura per la migliore attrice per Maria Full of Grace
  - Imagen Awards – Migliore attrice per Maria Full of Grace
  - Premio ACE – Migliore attrice per Maria Full of Grace
  - Chlotrudis Awards – Candidatura per la migliore attrice per Maria Full of Grace
  - Gold Derby Awards – Miglior performance rivelazione per Maria Full of Grace
  - International Online Cinema Awards – Miglior rivelazione per Maria Full of Grace
  - Online Film & Television Association – Miglior performance rivelazione femminile per Maria Full of Grace
  - Online Film Critics Society Awards – Miglior performance rivelazione femminile per Maria Full of Grace
  - ShoWest Convention, USA – Premio speciale alla star internazionale dell'anno

- 2006
  - London Critics Circle Film Awards – Candidatura per l'attrice dell'anno per Maria Full of Grace

- 2014
  - Nashville Film Festival – Migliore attrice (New Director's Competition) per Medeas